# Merhynchites
Genre
Merhynchites est un genre d'insectes de l'ordre des coléoptères (insectes possédant en général deux paires d'ailes incluant entre autres les scarabées, coccinelles, lucanes, chrysomèles, hannetons, charançons et carabes).

## Liste d'espèces
Selon ITIS:
- Merhynchites bicolor (Fabricius, 1775)
- Merhynchites palmii (Schaeffer, 1905)
- Merhynchites tricarinatus (Green, 1920)
- Merhynchites wickhami (Cockerell, 1912)